# Gonzalo Rojas Sánchez
Gonzalo Rojas Sánchez  (Santiago, 26 de agosto de 1953) es un historiador y académico chileno. Es autor de varios libros de historia de Chile, y es conocido por haber sido profesor de derecho de la Pontificia Universidad Católica, y por sus posturas favorables a la dictadura militar.

## Biografía

### Infancia y estudios
Es hijo de Ignacio Rojas Romaní (1914-1989), asegurador, y de Inés Sánchez Cruchaga (1915-2010). Este matrimonio tuvo otros dos hijos: Ignacio y María Rebeca.
En 1959 ingresó a realizar sus estudios primarios y secundarios al Saint George's College, de donde egresó en 1970.
En 1971 ingresó a estudiar derecho a la Pontificia Universidad Católica de Chile, de donde se tituló como licenciado en derecho en 1976. En 1978 obtuvo la licenciatura en historia. En 1980 partió a España a realizar estudios de posgrado en la Universidad de Navarra, logrando el grado de doctor en derecho en 1980. Volvió en enero de 1982, 1985 y 1987 a realizar períodos de perfeccionamiento.

### Carrera académica
En 1975 la Pontificia Universidad Católica de Chile lo contrató por media jornada para la Facultad de Derecho como Tutor y Asistente de Historia del Derecho, cargo que desempeñó hasta 1977. Ese mismo año trabajó como Ayudante de Historia Contemporánea en el Instituto de Historia y como Ayudante de Historia del Derecho de la Facultad de Derecho. Este último cargo lo ejerció hasta 1978. La Facultad de Derecho lo contrató por jornada completa en 1978 como profesor Instructor para la cátedra de Historia del Derecho hasta 1983, año en que pasa a ser Profesor Auxiliar de la misma hasta el año 1986. Fue contratado en 1984 como profesor encargado de la cátedra de Historia del Derecho en la Universidad Gabriela Mistral. Ese mismo año, y hasta 1986, es contratado por la Universidad de Chile como profesor de Historia de las Instituciones en el Instituto de Ciencia Política de esa universidad.
En 1985 y hasta 1986 es Profesor de Evolución institucional de Chile en el Instituto Chileno-Británico de Cultura. Desde 1985 hasta 1989 es Profesor Visitante en la Universidad de Antofagasta. En 1986 ingresa a la Revista Chilena de Derecho como Miembro del Comité Editorial, cargo que ejerce hasta 1997. Durante este mismo período es contratado por la Pontificia Universidad Católica de Chile como profesor de Derecho y Sociedad en la Facultad de Economía. En 1986 y hasta 1993 es Profesor Adjunto de Historia del Derecho en la Facultad de Derecho de la misma universidad. Desde 1986 hasta 1988 es Miembro del Comité Editorial de la Revista Política y de los Cuadernos de Ciencia Política del Instituto de Ciencia Política de la Universidad de Chile. Fue informante de proyectos en el Concurso Fondecyt desde 1988 hasta 1990, luego en 1992, 1994-1995 y en 2004. En 1988 fue Árbitro de la Revista Hispanic American Historical Review. Al año siguiente, 1989, es contratado como profesor de Historia del Derecho en la Universidad Finis Terrae, hasta 1995. En 1989 trabaja en la PUC como profesor de Historia de las Instituciones Chilenas en el Instituto de Historia hasta 1993. En 1991 participa como Miembro de la Asociación Chilena de Ciencia Política, cargo que desempeña por trece años, hasta 2004. En 1993 es Informante de proyectos en el Concurso Interno de Investigación de la Universidad Metropolitana de Ciencias de la Educación. Este mismo año es contratado por jornada completa en la PUC como profesor titular de Historia del Derecho. En 1998 es Informante de proyectos del Fondo de Desarrollo de la Docencia de la VRA.
En 2001 y 2002 trabajó en la Universidad Marítima de Chile como profesor de Historia Contemporánea. En 2003 volvió a ser informante de proyectos, ahora para el Concurso Interno de Investigación de la Universidad de Concepción. En 2004 trabajó en la Universidad del Desarrollo como profesor en la Facultad de Humanidades. Durante ese mismo período fue miembro de la Comisión Calificadora de profesores de la Facultad de Derecho de la PUC.

## Columnista
Rojas ha sido columnista en diferentes diarios y revistas.
Entre 1986 y 1989 fue columnista del diario La Nación; entre 1990 y 1991 de la revista Ercilla; en 1999 fue columnista de la revista Qué Pasa y del diario La Hora; desde 2004 es columnista de la revista Capital. Desde 2016 reseña libros en El Mostrador. Mantiene una columna semanal en el sitio vivachile.org.
Además, en enero de 2009 reemplazó a Hermógenes Pérez de Arce como el columnista de los días miércoles en el diario El Mercurio. Hasta entonces, Rojas escribía esporádicamente en la sección de reportajes de la edición dominical.

## Distinciones
- 1988: Condecoración al mérito universitario, de la Universidad Austral de Chile.
- 2006: Premio Excelencia Docente, de la Facultad de Derecho de la Pontificia Universidad Católica de Chile.

## Obras
- "Los derechos políticos de asociación y reunión en la España contemporánea. 1811-1936", EUNSA, Pamplona, España. 1981. ISBN 8431307137
- "Textos Fundamentales sobre la Universidad", (Ed.), Fundación Hanns Seidel y Talleres de la Editorial Universitaria, Santiago de Chile, 1989.
- "Textos Fundamentales para una Sociedad Libre", (Ed.), Fundación Hanns-Seidel y Talleres de la Editorial Universitaria, Santiago de Chile, 1989.
- "Derecho Político, Apuntes de las clases del profesor Jaime Guzmán Errázuriz", junto con Achurra, M., y Dussaillant P., Santiago de Chile, 1996, Ediciones Universidad Católica de Chile.
- "La Universidad: una pasión, una vocación", Santiago de Chile, Algarrobo, 1997. ISBN 956-7075-02-6
- "Chile escoge la Libertad. La Presidencia de Augusto Pinochet Ugarte, 1973-1990", Tomo I, 1973-1981, Santiago de Chile, Zig-Zag, 1998. ISBN  956-12-1284-5
- "Chile escoge la Libertad. La Presidencia de Augusto Pinochet Ugarte, 1973-1990", Tomo II, 1973-1981, Santiago de Chile, Zig-Zag, 2000. ISBN  956-12-1394-X
- "Historia del Gremialismo Empresarial", (Ed.), Botto, Andrea y Soto, Jorge, Santiago de Chile, CPC, 2000.
- "La agresión del Oso. Intervención soviética y cubana en Chile, 1959-1973", Santiago de Chile, El Roble, 2003. ISBN 956-7855-04-8.
- "Chile en el siglo XXI: camino al bicentenario, junto con Ángel Soto, Santiago de Chile, Universidad de los Andes, 2003. ISBN 9567160260
- "Manuel José Yrarrázaval Larraín, 1835-1896: una vida entregada a Dios y a la patria", Santiago de Chile, Ediciones Universidad Católica de Chile, 2005. ISBN 9561408457
- "Chile en épocas de crisis: estudios sobre partidos, ideologías y libertades, Santiago de Chile, Historia Chilena, 2015. ISBN 9569080086